# جيمس مارك بلدوين
جيمس مارك بلدوين (بالفرنسية: James Baldwin)‏ (12 يناير، 1861، كولومبيا، كارولاينا الجنوبية – 8 نوفمبر، 1934، باريس) هو فيلسوف أمريكي وأخصائي في علم النفس تلقى تعليمه في جامعة برينستون تحت إشراف الفيلسوف الإسكتلندي جيمس مكوش، الذي كان واحدًا من مؤسسي قسم علم النفس في الجامعة. كانت له عدة مساهمات في بدايات علم النفس والطب النفسي والتطور.

## السيرة الذاتية

### نشأته
ولد بلدوين وترعرع في كولومبيا، بولاية كارولاينا الجنوبية. كان والده –من كونيتيكت- مؤيدًا لحركة إلغاء العبودية وكان معروفًا بأنه يشتري العبيد ليقوم بتحريرهم. انتقل والده خلال الحرب الأهلية إلى الشمال، لكن العائلة بقيت هناك في منزلهم إلى حين مسيرة مارش إلى البحر. بعد عودتهم فورًا من الحرب، كان والد بلدوين جزءًا من حكومة عصر إعادة الإعمار. أُرسل بلدوين إلى الشمال ليتلقى تعليمه الثانوي في نيوجرسي. نتيجةً لذلك، اختار أن يلتحق بكلية نيوجرسي «جامعة برينستون حاليًا».
بدأ بلدوين بعلم اللاهوت تحت إرشاد (وصاية) رئيس الجامعة، جيمس مكوش، لكنه سرعان ما حوّل عنها إلى الفلسفة. مُنح زمالة غرين في العلوم النفسية «سُميت باسم والد زوجته في المستقبل، رئيس معهد برينستون لتعليم اللاهوت) واستخدمها للدراسة في ألمانيا مع فيلهيلم فونت في لايبزيغ ومع فريدريك بولسن في برلين (1884-1934).
أصبح في عام 1885 مدرسًا للغة الفرنسية والألمانية في معهد برينستون لتعليم اللاهوت. ترجم كتاب ثيودول أرماند ريبوت الذي يحمل عنوان «علم النفس الألماني المعاصر» وكتب أول ورقة بحثية له بعنوان «مسلمات علم النفس السايكولوجي». تتبعت أعمال ريبوت أصول علم النفس من إيمانويل كانط مرورًا بيوهان فريدريك هيربارت وغوستاف ثيودور فيشنر وهيرمان لوتز إلى فونت.
في عام 1887، بينما كان يعمل بروفيسورًا في الفلسفة في كلية ليك فوريست تزوج من هيلين هاين غرين، وهي ابنة رئيس معهد تعليم اللاهوت ويليام هنري غرين. نشر في ليك فوريست أول جزء له من «كتيّب في علم النفس (الحواس والعقل)» الذي لفت الانتباه فيه إلى علم النفس التجريبي الجديد لإيرنست هاينريش فيبر وفيشنر وفونت.
في عام 1889، دخل جامعة تورنتو بوصفه رئيس قسم المنطق وعلم الميافيزيقيا. تزامن إنشاؤه لمختبر علم النفس التجريبي في تورنتو «الذي ادعى أنه الأول في الامبراطورية البريطانية» مع ولادة بناته هيلين (1889) وإليزابيث (1891) مما شكل إلهامًا له في الأبحاث التجريبية والكمية حول تنشئة الطفل والتي تركت تأثيرًا قويًا على جان بياجي ولورنس كولبرغ عبر كتابه «النمو النفسي للطفل والجنس البشري: الوسائل والعمليات (1894)» الذي كان مُخصصًا للحديث عن هذا الموضوع. ظهر جزء ثاني له من «كتيب في علم النفس (العواطف والإرادة)» في عام 1891.
سافر بلدوين خلال هذه المرحلة الإبداعية إلى فرنسا (1892) لزيارة علماء النفس المهمين مثل شاركو «في سالبيتريير» وهيبوليت بيرهايم «في نانسي» وبيير جاني.

### منتصف حياته المهنية
استدعي في عام 1893 إلى جامعته الأم، جامعة برينستون، حيث عُرض عليه كرسي ستيورات في علم النفس إلى جانب الفرصة لتأسيس مختبر جديد في علم النفس. وبقي في برينستون حتى عام 1903 يعمل على تسليط الضوء على مسيرته المهنية التي انعكست في كتابه «التفسيرات الأخلاقية والاجتماعية في النمو النفسي: دراسة في علم النفس الاجتماعي (1897)» نقل فيها دراسته عن النمو النفسي إلى مرحلة حرجة أُحييت من خلال عمل ليف فيغوتسكي، ثم طورت عنه في العمل بالغ الأهمية لألكسندر لوريا، وفي تركيب كليهما معًا من قبل أليكسي ليونتيف. حرر أيضًا الطبعات الإنكليزية لكتابي كارل جروس الذين يحملان عناوين «مسرحية الحيوانات (1898)» و«مسرحية الرجال (1901)». 
كتب بلدوين خلال هذه الفترة نظريته «عامل جديد في التطور» (يونيو 1896/ مجلة علماء الطبيعة الأمريكيون) التي أصبحت تُعرف فيما بعد باسم «ظاهرة بلدوين». لكن لا ينبغي إغفال المساهمين المهمين الآخرين. ربما كان كونوي ليويد مورغان على الأغلب هو الأكثر فهمًا لما يسمى بظاهرة بلدوين. صاغ في كتابه «العادة والغريزة (1896)» نسخة مشابهة من النظرية، مثلما فعل في خطاب ألقاه في محاضرة بأكاديمية نيويورك للعلوم (فبراير 1896) بحضور بلدوين. (1896/ «التعديل والتغيير». ساينس 4(99) (نوفمبر 20): 733-739). ومثلما فعل هنري فيرفيلد أوزبورن (1896/«نمط من التطور لا يتطلب الاصطفاء الطبيعي أو الوراثة للصفات المميزة المُكتسبة». معاملات أكاديمية نيويورك للعلوم 15:148-141». اكتسبت «ظاهرة بلدوين» المبنية في جزئياتها على مبدأ «الاصطفاء العضوي» -الذي طرحه بلدوين في كتابه «النمو النفسي»- اسمها فقط من قبل عالم الأحفوريات الأمريكي جورج جايلورد سيمبسون في عام 1953. «التطور7:110-117»
استكمل بلدوين أعماله في علم النفس بالفلسفة، وخصوصًا في نظرية المعرفة وهي المساهمة التي قدمها في الخطاب الرئاسي أمام الجمعية الأمريكية لعلم النفس في عام 1897. بحلول ذلك الوقت أُعلن عن العمل على «معجم الفلسفة وعلم النفس (1902)» ونتج عن ذلك فترة من المراسلات الفلسفية بين المساهمين في المشروع وهم: ويليام جيمس، وجون ديوي، وشارل ساندرز بيرس، وجوزيه رويس، وجورج إدوارد مور، وبرنارد بوزانكيت، وجيمس ماكين كاتل، وإدوارد تيتشنر، وهوغو ميوشتربرغ، ووكريستين لاد-فرانكلين، وأدولف ماير، وجورج ستوت، وفرانكلين هنري جيدنجز، وإدوارد باغنال بولتون وآخرون.
في عام 1899، ذهب بلدوين إلى أكسفورد للإشراف على إنهاء المعجم..(1902). مُنح دكتوراه فخرية في العلوم في جامعة أكسفورد. «في ضوء ما تقدم، فإن الصمت المطبق الذي عومل به جيمس مارك بلدوين لاحقًا في منشورات جامعة أكسفورد عن العقل يمكن أن يعتبر أحد الإغفالات المهمة في تاريخ الأفكار في القرن العشرين. على سبيل المثال مقارنةً بريتشارد غريجوي: دليل أكسفور للعقل، الطبعة الأولى، 1987».

## أفكاره

### ظاهرة بلدوين
الإرث النظري الأكثر أهمية لبلدوين هو مفهوم ظاهرة بلدوين أو «تطور بلدوين». اقترح بلدوين -ضد اللاماركيين الجدد في عصره «على الأخص إدوارد درينكر كوب»- أن هناك آلية تشكل فيها عوامل الوراثة اللاجينية العطاء المولود بالفطرة بقدر مماثل -وربما أكثر- لضغط الاصطفاء الطبيعي. على وجه الخصوص، يجب اعتبار القرارات السلوكية البشرية المُتخذة والثابتة عبر الأجيال أنها مجموعة تمارين ثقافية من بين العوامل التي تحدد شكل الجينوم البشري.
على سبيل المثال، إذا فُرض تابو سفاح القربى بالقوة فإنه سيلغي ضغط الاصطفاء الطبيعي ضد امتلاك غرائز تفضيل المحارم. بعد عدة أجيال بدون ضغط هذا الاصطفاء الطبيعي -ما لم تكن هذه المادة الوراثية ثابتة بعمق- فإنها ستميل إلى التنوع وتفقد وظيفتها. لن يصبح البشر كارهين بالفطرة لسفاح المحارم، لكنهم سيعتمدون على قدرتهم على استيعاب قواعد كهذه من الممارسات الثقافية.
يمكن أن تكون الحالة المعاكسة صحيحة أيضًا: فالممارسة الثقافية يمكن أن تولد سلالة من البشر بشكل انتقائي لتحقيق شروط اللياقة في البيئات الجديدة، سواءً كانت ثقافية أو مادية، والتي لم يكن من الممكن أن ينجو منها البشر الأوائل. يمكن لتطور بلدوين أن يقوّي أو يضعف الصفات الوراثية.

## التأثير
مساهمة بلدوين في هذا المجال تضعه في قلب الجدالات المعاصرة في مجالات علم النفس التطوري وعلم الأحياء الاجتماعي الأوسع. قلة من الأشخاص فعلوا أكثر من روبرت وزنياك -أستاذ في علم النفس في كلية براين ماور- لإعادة اكتشاف أهمية جيمس مارك بلدوين في تاريخ الأفكار.

## روابط خارجية
- جيمس مارك بلدوين على موقع الموسوعة البريطانية (الإنجليزية)